# 툰자 세계 어린이·청소년 환경회의
툰자 세계 어린이·청소년 환경회의는 유엔 환경 계획(UNEP)이 주최하는 세계적 환경 회의이다.
2003년부터 짝수 해는 어린이, 홀수 해는 청소년 모임을 열었는데, 2009년에는 두 행사가 통합되어 열리게 되었다. 툰자는 스와힐리어로 ‘배려와 애정으로 대한다’는 뜻이다.

## 같이 보기
- 유엔 환경 계획